# NGC 115
NGC 115 је спирална галаксија у сазвежђу Вајар која се налази на NGC листи објеката дубоког неба.
Деклинација објекта је - 33° 40' 34" а ректасцензија 0h 26m 46,0s. Привидна величина (магнитуда) објекта NGC 115 износи 12,9 а фотографска магнитуда 13,7. Налази се на удаљености од 28,643 милиона парсека од Сунца. NGC 115 је још познат и под ознакама ESO 350-17, MCG -6-2-6, PGC 1651.